# Espárragos en conserva

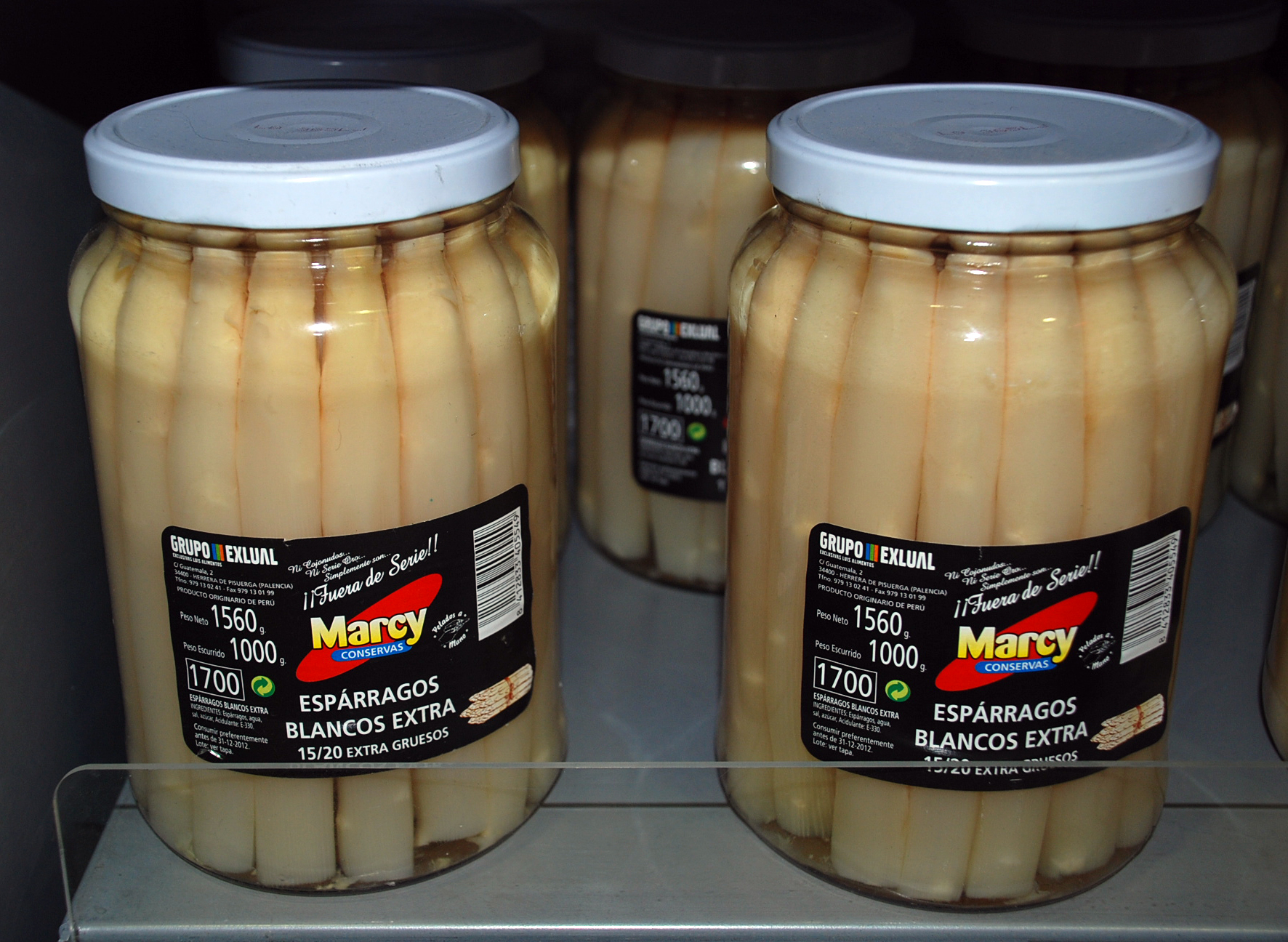
Espárragos en conserva.

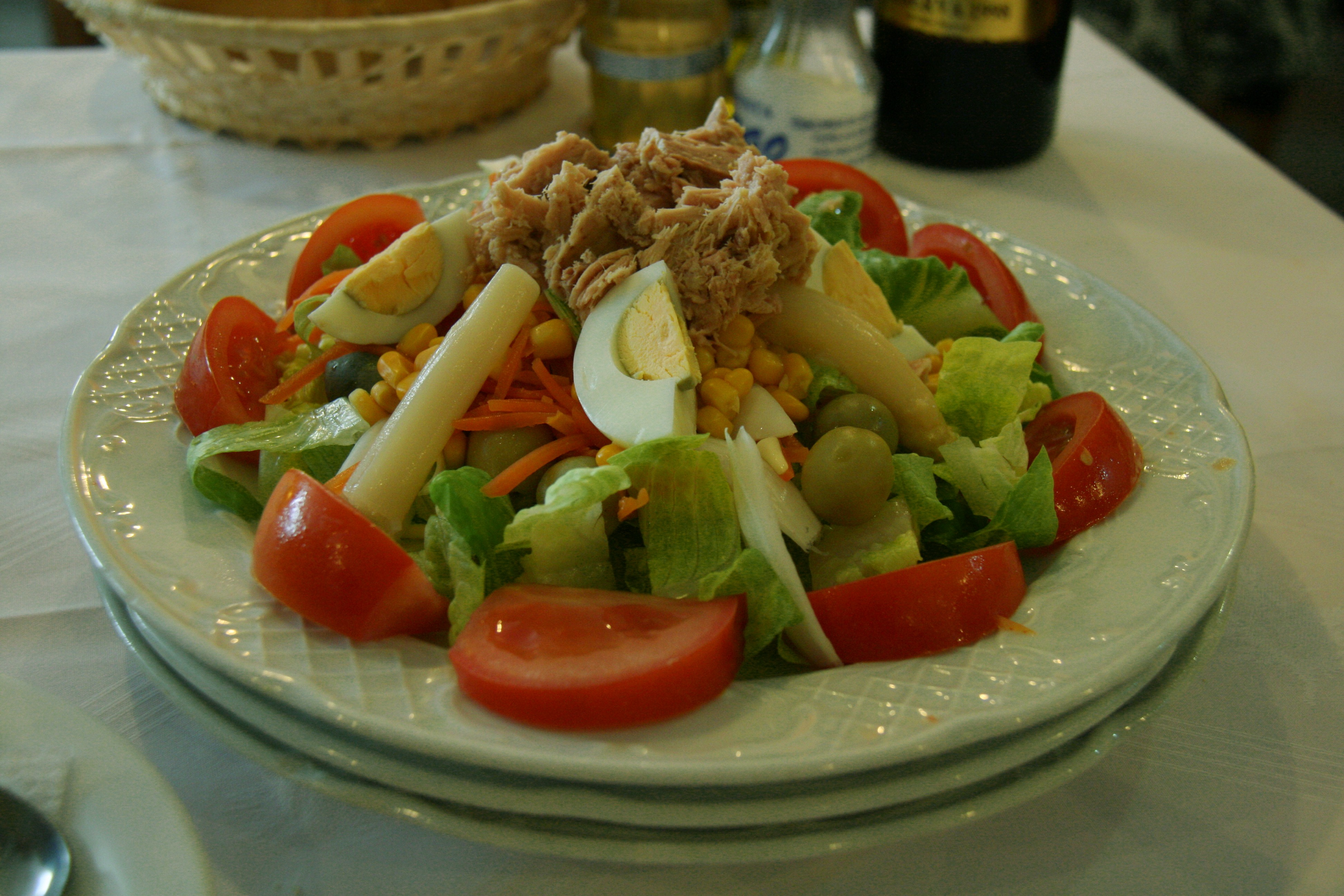
Una presentación en ensalada.

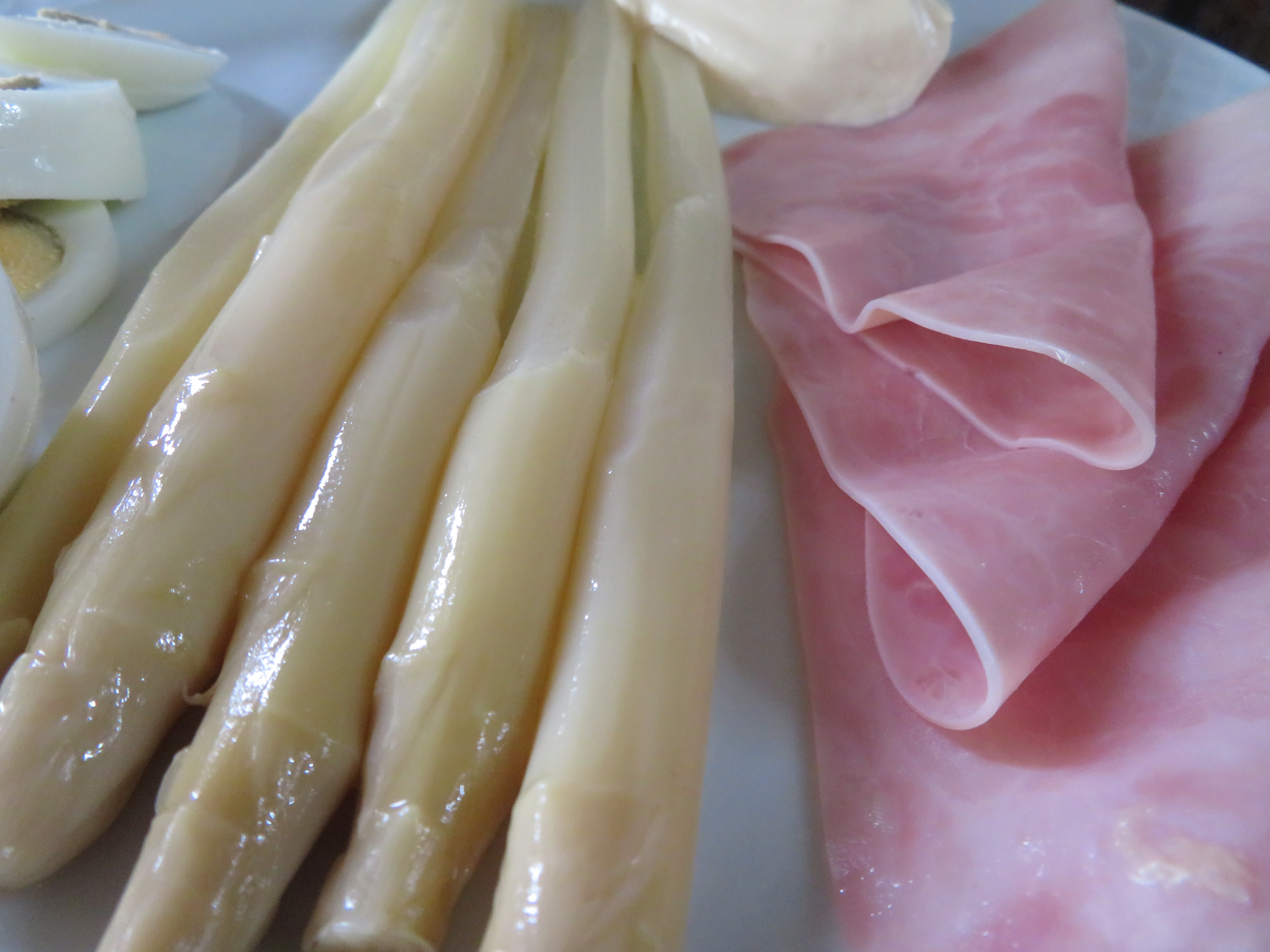
Entremés de espárragos blancos y york.

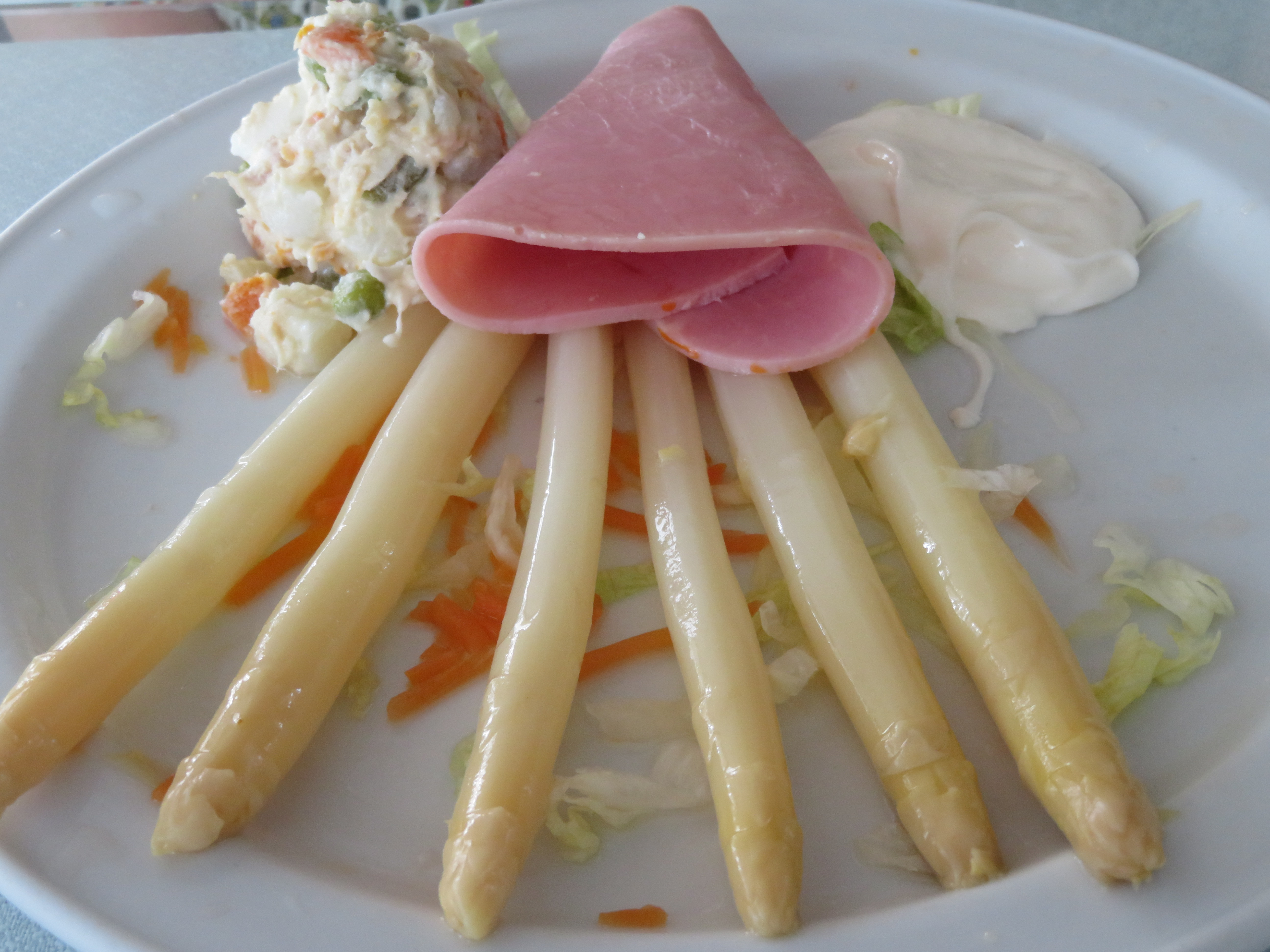
Plato de espárragos blancos cocidos (España).

Los espárragos en conserva (denominados también espárragos de lata) son una conserva de espárragos (Asparagus officinalis L.). Suele tratarse en la mayoría de las ocasiones de espárrago blanco húmedo, sumergido en su propio caldo (denominado líquido de cobertura o líquido de gobierno). El calibre de los espárragos es entendido como un parámetro de calidad, los más gruesos son mejores y su precio mayor. Se suele envasar el espárrago entero, sólo sus tallos, o las puntas. El espárrago posee pocas cualidades nutritivas, pero a pesar de ello su textura favorece como acompañamiento de otros platos: ensaladas, carnes a la brasa, pescados, etc.

## Características
Los espárragos se suelen presentar en latas de metal, a veces en tarros de cristal, que contienen aproximadamente un cuarto de kilo de espárragos blancos (peso escurrido). Suelen estar sumergidos en un abundante caldo de agua. Este espárrago suele tener una textura húmeda y suave. El color blanco del espárrago corresponde a que crece bajo el substrato térreo, por esta razón carece de clorofila. Suele ser un alimento con un bajo contenido calórico (aproximadamente unas 20 cal. por los cien gramos). Los espárragos por el contrario poseen un gran contenido de fibra alimentaria. Las conservas de espárragos contienen menos minerales debido al tratamiento de su envasado, salvo de contenido de sodio, debido a que se añade sal (cloruro sódico) como conservante.

## Usos
Los espárragos en lata suelen emplearse en diversas preparaciones culinarias. Una de las más frecuentes es como guarnición de platos de carne (en asados) o pescado (bacalao, pescadito frito). Suelen ser preparados en ensaladas, en revuelto de huevos, en tortilla. Aparece en la confección de ciertas ensaladas. En algunas ocasiones se suelen elaborar platos más elaborados en los que los espárragos de lata participan como ingrediente exclusivo, tal es el caso de la crema de espárragos.